# Алгабас (сельский округ Казыбек би)
Алгабас (каз. Алғабас) — село в Жетысайском районе Туркестанской области Казахстана. Входит в состав сельского округа Казыбек би. Код КАТО — 514489200.

## Население
В 1999 году население села составляло 3168 человек (1609 мужчин и 1559 женщин). По данным переписи 2009 года, в селе проживало 4747 человек (2377 мужчин и 2370 женщин).